# Preussia terricola
Preussia terricola är en svampart som beskrevs av Cain 1961. Preussia terricola ingår i släktet Preussia och familjen Sporormiaceae.   Inga underarter finns listade i Catalogue of Life.